# David Graham (cestista)
David Graham (Melbourne, 3 febbraio 1965) è un ex cestista australiano.

## Carriera
Con l'Australia ha disputato i Campionati del mondo del 1990.